# Elektroglottographie
Die Elektroglottographie (EGG) (altgriechisch γλωττίς glōttís – der aus beiden Stimmbändern bestehende Stimmapparat, Stimmritze)- auch Elektrolaryngographie, ELG, genannt; (altgriechisch λάρυγξ lárynx) – ist ein Verfahren, um die Aktivität des Kehlkopfs beim normalen und gestörten Sprechen zu beobachten, zu messen und sichtbar zu machen. Dargestellt wird der Vibrationszyklus der Stimmlippen. Das Aufzeichnungsgerät ist der Laryngograph.
Das graphisch aufgezeichnete EGG bzw. ELG (Elektroglottogramm bzw. Elektrolaryngogramm) gibt sowohl quantitative als auch qualitative Informationen über Stimmlippenvibration und den linguistischen Gebrauch der Stimme.

## Funktion und Anwendung
Mit der Elektroglottographie (Elektrolaryngographie) wird im Kehlkopfbereich die Funktionalität der Stimmlippen während der Phonation (Sprechen, Singen, Lautsingen) angezeigt. Sie gibt Informationen über den Verlauf von Stimmlippenschwingungen und eignet sich somit für die Kehlkopf-Stimmlippen-Diagnostik und Verlaufskontrolle von Kehlkopf-Stimmlippen-Behandlungen und Stimmtherapien. Insbesondere der Behandlungsverlauf von organischen Stimmstörungen kann mit der Elektroglottographie gut ausgewertet und dokumentiert werden.
Ein großer Vorteil der Elektroglottographie ist die direkte und nichtinvasive Messung der Stimmlippenbewegung. Damit ist ohne Einschränkung der Phonation durch Messvorrichtungen ein direktes Stimmlippensignal messbar.
Praktische Anwendung findet die Elektroglottographie im klinischen Bereich
- bei Gehörlosen und Hörgeschädigten ist die EGG bereits mit positiven Ergebnissen angewandt worden
- bei Dysphonie (Stimmstörung) wird es ebenfalls eingesetzt und durch elektrokochleare Stimulation bei Personen mit erworbener Taubheit wird aus dem aufgezeichneten EGG zusätzlich eine Prothese zum Lippenlesen gewonnen

## Untersuchungsverfahren und Auswertung
Bei einer EGG-Untersuchung werden zwei Oberflächenelektroden symmetrisch über den beiden Flügeln des Schildknorpels angebracht. Zwischen den Elektroden wird während der Phonation die Impedanz der vibrierenden Stimmlippen gemessen. Als Messdatei steht damit ein so genanntes Lx-Laryngographisches Signal zur Verfügung, welches die horizontale Öffnungs- und Schließbewegung der Stimmlippen anzeigt. Moderne Geräte erlauben auch zusätzlich die synchrone Aufnahme der Stimme über ein Mikrofon, sodass das Lx-Signal (Stimmlippenschwingung) direkt auch mit dem Stimmklang verglichen werden kann. Die Aufzeichnung der elektrischen Impedanz, die die Grundlage für die Elektroglottographie bildet, wurde von Fabre (1957) – wenn auch in noch etwas anderer Form – eingeführt.
Die bei einer EGG(ELG)-Untersuchung aufgezeichnete, sogenannte Lx-Wellenform (Lx ist die Benennung für das aufgezeichnete Laryngogramm; siehe Laryngograph) liegt für den zunehmenden Stimmlippenverschluss im positiven Bereich und jede Spitze entspricht dem maximalen Kontakt zwischen den Stimmlippen. Die Hauptkante der Wellenform gibt einen präzisen Hinweis auf den Beginn der Schließphase. Die Lx-Wellenform gibt keine explizite Information über die Öffnungsweite der Stimmritze. Abberton/Fourcin nennen das EGG deshalb Elektrolaryngographie: Ein wahrer Glottograph gäbe Informationen über die Glottis, also über das Volumen zwischen den Stimmlippen.

### Lx-Wellenformen
Die Stimmlippenvibration ist eine komplexe dreidimensionale Bewegung. Die horizontalen Öffnungs- und Schließbewegungen der Stimmlippen zu und von der Mittellinie sind üblicher, weil sie relativ gut beobachtbar sind. Weniger gut beschrieben ist die vertikale Komponente des vibratorischen Zyklus.

#### Abnorme Lx-Wellenformen
Lx-Wellenformen treten bei physikalischen Abnormitäten bzw. bei medizinischen Störungen der Stimme auf.
Normale Stimmlippen
- gleiche Masse und Härte, Schleimschicht gleichbleibend zäh und glänzend.

Abnorme Stimme
- durchgäng irreguläre oder unvollständige Vibration oder kurze Abschnitte von abnormer oder irregulärer Vibration (wahrnehmbar auch im Höreindruck)
- tritt meist bei den Haupt-Tonhöhenänderungen auf oder im Zusammenhang mit bestimmten oralen Artikulationsvorgängen (z. B. bei velaren Konsonanten)
- Störung der Luftstromaerodynamik
- keine symmetrische Stimmlippenvibration

pathologische Stimmlippen
- größere Masse einer Stimmlippe: (Polyp oder Karzinom)
- Unterschiede in der Steifigkeit durch einseitige Lähmung.

 Stimmlippen bei Laryngitis
- unterschiedlich starke Verschleimung der beiden Lippen oder besondere Trockenheit der Stimmlippen

### EGG beim pathologischen Sprechen
Abberton und Fourcin nehmen an, dass sich der Elektroglottograph, wegen der direkten Wiedergabe der zyklischen Stimmlippenvibration, gut für die Bewertung der Stimmproduktion eignet. Störungen der Stimmbildung werden sehr wahrscheinlich in enger Relation mit dem Schließen und den geschlossenen Phasen der Stimmlippenvibration stehen.

### EGG und andere Methoden
- Klassische indirekte Laryngoskopie

Visuelles Verfahren, beinhaltet das Einführen eines Spiegels in den Rachen und das Herausstrecken der Zunge: nur künstlicher Vokalklang produzierbar. (Kehlkopfspiegelung mit Spiegel oder Lupenendoskop, manchmal mit Lokalanästhesie der Rachenwand gegen Würgereflex.)
- Direkte Laryngoskopie: (Autoskopie)

Einführung eines Stützlaryngoskops und eines Endoskops, das auch mit einem Mikroskop verbunden sein kann. Erkennbar: Farbe der Schleimhaut, Veränderungen, Auflagerungen und Beweglichkeit der Stimmlippen sichtbar, auch Lähmungen, Karzinome.
- Laryngostroboskopie

Die Laryngostroboskopie erzeugt in regelmäßigen Abständen kurze Lichtblitze, deren Frequenz verändert werden kann. Diese werden mit den Stimmlippenschwingungen über ein Kehlkopf-Mikrophon übereinandergelegt (synchronisiert): Es tritt der Eindruck des scheinbaren Stillstands auf. Bei der Änderung der Blitzfrequenz kann ein stark verlangsamter Schwingungsablauf sichtbar gemacht werden. Bei diesen Verfahren ist nur die Oberfläche der Stimmlippen sichtbar, während die vertikale Komponente der Stimmlippenschwingungen nicht gut beobachtet werden kann.
Ein Vorteil der Elektroglottographie gegenüber diesen Methoden liegt darin, dass bei der EGG keine komplexen Prozeduren zur Auswertung des akustischen Sprechsignals nötig sind und kein Eingreifen in den Sprechvorgang vorgenommen werden muss.